# Ægyptisk dødekult
Ægyptisk dødekult var i det gamle Ægypten omfattende og kompliceret. Ægypterne brugte hele deres liv på at forberede sig. Hver gang en ny konge kom til magten, var hans første mål at påbegynde sit gravsted. De mere almindelige ægyptere brugte hele deres levetid på at spare op til en ordentlig begravelse, som inkluderede en grav, mumificering, gravgaver, tekstiler, og religiøse papyri.

## Både som transportmiddel
Ægypterne brugte både, som fortrukne transportmiddel på Nilen. Det var den hurtigste og letteste måde at bevæge sig rundt i landet på. Både var dog ikke det billigste transportmiddel at producere, da de fleste blev bygget af træ. Godt tømmer i form af cedertræ skulle nemlig hentes hjem fra Byblos på Libanons kyst, og dette var en meget kostelig affære, da det ikke vokser naturligt i Ægypten. Det var derfor kun de meget rige og de royale, som ejede en båd lavet af træ. De fleste ægyptere havde små både, som var lavet af siv. De var selvfølgelig ikke ligeså holdbare, som de store både af træ, men de kunne sagtens bruges til dagligdagsformål, f.eks. til at fiske samt til transport på Nilen. Bådenes sejl var lavet af lokale tekstiler, hvor kvaliteten af tekstilet afhang af ens status samt rigdom. De royale både havde kun den fineste kvalitet af tekstiler som blev brugt til baldakiner og sejl, hvorimod de mindre både havde en dårligere kvalitet tekstil som sejl, og evt. baldakin.

## Både som gravmodeller
Det var dog ikke kun i livet at både blev anset for at være vigtige. Man har fundet mange gravmodeller i form af både med små roere og den afdøde. Den afdøde sidder som regel under en baldakin og slapper af, mens roerne klarer det hårde arbejde. I nogle tilfælde har både den afdøde og bådens mandskab fået et lændeklæde fæstnet til deres træfigur i samme materiale som sejlet. Det var dog kun meget rige ægyptere, der havde råd til dette. Mange træfigurer har tøjet malet på, mens sejlet stadigvæk var af hør. Dette udgjorde en betydelig besparelse for den afdøde, og det var det vigtigste, at båden havde alle de nødvendige dele, så den kunne fungere i efterlivet.

## Dødsriget
Ægypterne mente, at den afdøde skulle sejles til dødsriget, på samme måde som solguden Ra hver dag sejler over himlen og om natten sejler igennem den farlige underverden ”Duat”. Her skal han sejle igennem hver af nattens 12 timer, hvor hver time har sine fjender, prøver eller forhindringer, som han skal sejre over for at han (solen) kan genopstå om morgenen.

## Solgudens største fjende
Solgudens største fjende hedder Apophis, og kan være afbilledet i mange forskellige skikkelser. I Amduats 7. time er Apophis vist som en slange, der allerede er blevet uskadeliggjort. Slangen er vist med knive i sig, som symboliserer, at den er blevet skåret i stykker. Ægypterne var så bange for Apophis, at de ikke turde afbillede ham hel i tilfælde af at han ville besejre solguden. I Underverdenen er den umiddelbare fare, at Apophis vil drikke al det vand, som solgudens båd sejler i. På den måde kan båden ikke komme videre, solen kan ikke genopstå, og ægypterne ville aldrig opleve solens stråler igen. De ville være dømt til et liv i nattens mulm og mørke, hvor Maats (det gode) modsætning Isfet (det onde) herskede. Når solguden overvinder sin ærkefjende Apophis, er det både en symbolsk sejr og en reel sejr, som muliggør morgenens kommen.

## Dødebogen
I det Ny Rige (1550-1069 f.Kr.) videreføres traditionen fra de tidligere Pyramide- og Sarkofagtekster i ”Dødebogen”, som er bedre kendt som ”the Book of the Dead”. Dette er en papyrusrulle med tekster og oftest billeder, som flere og flere får med sig i graven. Denne bogs formål var at guide den afdøde sikkert igennem alle de mange prøver og forhindringer på vejen til det evige efterliv.
Alt i alt eksisterede der omkring 200 dødebogskapitler, men hver dødebog indeholder blot et udvalg. De mere luksuriøse dødebøger var illustrerede med smukke og farverige billeder, som viste netop den scene, som var beskrevet i kapitlet. Dette var en måde at udbrede budskabet på til alle ægypterne, hvoraf størstedelen var analfabeter. De mere beskedne og billige dødebøger var meget standardiserede mht. kapitler og evt. billeder. Disse dødebøger blev masseproduceret, hvor navnet på den afdøde blev ladt stå tom indtil én ægypter, kom og købte et eksemplar. Skriveren skrev derefter køberens navn på alle de tomme pladser, og på den måde havde køberen fået en billig, men alligevel effektiv og individualiseret, dødebog.

### Hjertevejningscermonien
Den vigtigste scene i ”Dødebogen” er ”Hjertevejningscermonien”, som man som regel finder i dødebogens kapitel 125.
Billedet består af tre scener. Første scene starter, med at den afdøde bliver ledt ind i ”De to sandheders sal” af guden Anubis, som også var guden, som var ansvarlig for mumificering. Næste scene er den egentlige scene, hvor den afdødes hjerte bliver vejet imod Maat, som kan være afbilledet som en fjer eller en gudinde. Maat symboliserer det gode, den gode opførsel og moral, samt den kosmiske orden. Hvis ikke den afdødes hjerte vejer lige så meget som Maat, vil den afdøde ikke blive tildelt det evige efterliv, da hjertet afslører at den afdøde ikke har levet efter Maats regler og love. Hans hjerte vil derfor blive spist af den kvidelige fortærer Ammut, som afbilledes med et krokodillehovede, en løves forkrop, og en flodhests bagkrop.
Selvom den afdøde måske ikke havde levet helt efter Maats regler, kunne han stadigvæk godt komme i efterlivet. Én af ægypternes metode var at lægge en amulet, en såkaldt hjerteskarabæ, på den dødes bryst over hjertet, hvorpå der var en indskrift, som sikrede at hjertet ikke ville fortælle om de dårlige ting, den afdøde havde gjort. En anden måde at omgå dette på var ved at den afdøde sagde den Negative Syndsbekendelse, hvor den afdøde erklærer sig uskyldig i 42 synder, f.eks. at lyve, at snyde, og at stjæle. Selvom den afdøde højst sandsynligt har begået nogle af de 42 synder ville benægtelserne af magiske grunde ”rense” gerningsmanden.  I oldtidens Ægypten blev det skrevne sprog, hieroglyfferne, anset for at være magisk, og kunne rituelle tekster, som dem i dødebogen virke til fordel for den døde. I scenen noterer skriverguden Thot resultatet af vejningen, mens f.eks. guden Anubis aflæser vægten. Imens han gør dette, kan det ikke benægtes at han hjælper vægten i den rigtige retning i tilfælde af, at den afdøde har begået en synd eller to. Guderne hjælper derved den afdøde med at opnå det evige liv, selvom det måske ikke altid er helt fortjent. Det er også vigtigt at huske på, at det der blev afbilledet, blev anset for at være ligeså magisk virkningsfuldt, som det skrevne ord. Hvis en dødebog viste denne scene, som endte med at hjertet ikke vejede ligeså meget som Maat, ville den afdøde ikke få det evige liv. Dette er nok grunden til at der aldrig er fundet eksempler på dette. Hvilken ægypter ville have en Dødebog med sig i graven, som ikke gav ham adgang til det eftertragtede efterliv?
I den tredje og sidste scene blev den afdøde vist ind foran guden Osiris og gudinderne Isis og Nepthys. Osiris anerkendte vægtens positive udfald, og gav den afdøde endelig adgang til efterlivet.

## Eksterne kilder
- "Tracking Colour - The polychromy of Greek and Roman sculpture in the Ny Carlsberg Glyptotek"